# Basil Stillhart
Basil Stillhart (ur. 24 marca 1994 w Wil) – szwajcarski piłkarz występujący na pozycji pomocnika w szwajcarskim klubie FC Sankt Gallen.

## Kariera klubowa

### FC Wil
W 2007 dołączył do akademii FC Wil. Zadebiutował 9 maja 2013 w meczu Swiss Challenge League przeciwko FC Wohlen (1:2). 1 lipca 2013 został na stałe przesunięty do pierwszego zespołu. Pierwszą bramkę zdobył 2 marca 2014 w meczu ligowym przeciwko FC Locarno (2:6).

### FC Thun
1 lipca 2018 podpisał kontrakt z klubem FC Thun. Zadebiutował 22 lipca 2018 w meczu Swiss Super League przeciwko FC Zürich (2:1). Pierwszą bramkę zdobył 24 lutego 2019 w meczu ligowym przeciwko Grasshopper Club Zürich (1:1). 8 sierpnia 2019 zadebiutował w kwalifikacjach do Ligi Europy w meczu przeciwko Spartakowi Moskwa (2:3).

### FC Sankt Gallen
4 września 2020 przeszedł do drużyny FC Sankt Gallen. Zadebiutował 20 września 2020 w meczu Swiss Super League przeciwko FC Sion (1:0). Pierwszą bramkę zdobył 20 stycznia 2021 w meczu ligowym przeciwko FC Vaduz (2:0).

## Kariera reprezentacyjna

### Szwajcaria U-20
W 2014 roku otrzymał powołanie do reprezentacji Szwajcarii U-20. Zadebiutował 4 września 2014 w meczu Turnieju Czterech Narodów U-20 przeciwko reprezentacji Polski U-20 (1:1).

### Szwajcaria U-21
W 2014 roku otrzymał powołanie do reprezentacji Szwajcarii U-21. Zadebiutował 18 listopada 2014 w meczu towarzyskim przeciwko reprezentacji Szkocji U-21 (1:1).

## Statystyki

### Klubowe
(aktualne na dzień 28 lutego 2021)
| Klub               | Sezon              | Liga                   | Liga  | Liga   | Puchar kraju | Puchar kraju | Europa | Europa | Suma  | Suma   |
| Klub               | Sezon              | Liga                   | Mecze | Bramki | Mecze        | Bramki       | Mecze  | Bramki | Mecze | Bramki |
| ------------------ | ------------------ | ---------------------- | ----- | ------ | ------------ | ------------ | ------ | ------ | ----- | ------ |
| FC Wil             | 2012/13            | Swiss Challenge League | 1     | 0      | 0            | 0            | –      | –      | 1     | 0      |
| FC Wil             | 2013/14            | Swiss Challenge League | 20    | 2      | 0            | 0            | –      | –      | 20    | 2      |
| FC Wil             | 2014/15            | Swiss Challenge League | 25    | 5      | 2            | 0            | –      | –      | 27    | 5      |
| FC Wil             | 2015/16            | Swiss Challenge League | 29    | 1      | 1            | 0            | –      | –      | 30    | 1      |
| FC Wil             | 2016/17            | Swiss Challenge League | 27    | 0      | 1            | 0            | –      | –      | 28    | 0      |
| FC Wil             | 2017/18            | Swiss Challenge League | 32    | 1      | 2            | 0            | –      | –      | 34    | 1      |
| FC Wil             | Ogólnie            | Ogólnie                | 134   | 9      | 6            | 0            | 0      | 0      | 140   | 9      |
| FC Thun            | 2018/19            | Swiss Super League     | 34    | 4      | 5            | 0            | –      | –      | 39    | 4      |
| FC Thun            | 2019/20            | Swiss Super League     | 35    | 2      | 3            | 1            | 2      | 0      | 40    | 3      |
| FC Thun            | Ogólnie            | Ogólnie                | 69    | 6      | 8            | 1            | 2      | 0      | 79    | 7      |
| FC Sankt Gallen    | 2020/21            | Swiss Super League     | 19    | 3      | 0            | 0            | 1      | 0      | 20    | 3      |
| FC Sankt Gallen    | Ogólnie            | Ogólnie                | 19    | 3      | 0            | 0            | 1      | 0      | 20    | 3      |
| Ogólnie w karierze | Ogólnie w karierze | Ogólnie w karierze     | 222   | 18     | 14           | 1            | 3      | 0      | 239   | 19     |

### Reprezentacyjne
| Reprezentacja   | Rok     | Mecze | Bramki |
| --------------- | ------- | ----- | ------ |
| Szwajcaria U-20 |         |       |        |
| 2014            | 4       | 0     |        |
| 2015            | 1       | 0     |        |
| Ogólnie         | Ogólnie | 5     | 0      |
| Szwajcaria U-21 |         |       |        |
| 2014            | 1       | 0     |        |
| 2015            | 1       | 0     |        |
| Ogólnie         | Ogólnie | 2     | 0      |

| Mecze i gole w reprezentacji | Mecze i gole w reprezentacji | Mecze i gole w reprezentacji | Mecze i gole w reprezentacji | Mecze i gole w reprezentacji | Mecze i gole w reprezentacji | Mecze i gole w reprezentacji | Mecze i gole w reprezentacji  |
| Szwajcaria U-20              | Szwajcaria U-20              | Szwajcaria U-20              | Szwajcaria U-20              | Szwajcaria U-20              | Szwajcaria U-20              | Szwajcaria U-20              | Szwajcaria U-20               |
| Lp.                          | Data                         | Miejsce                      | Gospodarz                    | Gość                         | Wynik                        | Gol                          | Rozgrywki                     |
| ---------------------------- | ---------------------------- | ---------------------------- | ---------------------------- | ---------------------------- | ---------------------------- | ---------------------------- | ----------------------------- |
| 1.                           | 04.09.2014                   | Plewiska                     | Polska U-20                  | Szwajcaria U-20              | 1:1                          |                              | Turniej Czterech Narodów U-20 |
| 2.                           | 07.09.2014                   | Niederhasli                  | Szwajcaria U-20              | Niemcy U-20                  | 0:0                          |                              | Turniej Czterech Narodów U-20 |
| 3.                           | 13.10.2014                   | Carouge                      | Szwajcaria U-20              | Polska U-20                  | 1:2                          |                              | Turniej Czterech Narodów U-20 |
| 4.                           | 14.11.2014                   | Poczdam                      | Niemcy U-20                  | Szwajcaria U-20              | 1:1                          |                              | Turniej Czterech Narodów U-20 |
| 5.                           | 31.03.2015                   | Lugano                       | Szwajcaria U-20              | Włochy U-20                  | 0:1                          |                              | Turniej Czterech Narodów U-20 |
| Szwajcaria U-21              |                              |                              |                              |                              |                              |                              |                               |
| Lp.                          | Data                         | Miejsce                      | Gospodarz                    | Gość                         | Wynik                        | Gol                          | Rozgrywki                     |
| 1.                           | 18.11.2014                   | Thun                         | Szwajcaria U-21              | Szkocja U-21                 | 1:1                          |                              | Mecz towarzyski               |
| 2.                           | 08.10.2015                   | Biel/Bienne                  | Szwajcaria U-21              | Bośnia i Hercegowina U-21    | 3:1                          |                              | el. ME U-21 2017              |